# لورنزو اسکارافونی
لورنزو اسکارافونی (انگلیسی: Lorenzo Scarafoni؛ زادهٔ ۴ دسامبر ۱۹۶۵) بازیکن فوتبال اهل ایتالیا است.
از باشگاه‌هایی که در آن بازی کرده‌است می‌توان به باشگاه فوتبال آسکولی، باشگاه فوتبال آنکونا، باشگاه فوتبال باری، باشگاه فوتبال تریستیانا، باشگاه فوتبال پیزا، باشگاه فوتبال چزنا، و باشگاه فوتبال پالرمو اشاره کرد.
وی همچنین در تیم ملی فوتبال زیر ۲۱ سال ایتالیا بازی کرده‌است.